# Antoni Piechniczek
Antoni Krzysztof Piechniczek (Chorzów, 3 maggio 1942) è un allenatore di calcio ed ex calciatore polacco, di ruolo difensore.

## Carriera

### Giocatore
Ha iniziato la carriera calcistica nello Zryw Chorzów, successivamente ha giocato nel Naprzód Lipiny (1960–1961), Legia Varsavia (1961–1965), Ruch Chorzów (1965–1972) e nel francese Châteauroux (1972–1973). Nel 1964 ha vinto con il Legia Varsavia la Coppa di Polonia e nel 1968 il Campionato polacco di calcio con il Ruch Chorzów. Ha giocato tre partite con la Nazionale di calcio della Polonia tra il 1967 e il 1969. Giocava nei ruoli di centrocampista e difensore terzino destro.

### Allenatore
Ha ricoperto il ruolo di allenatore con il BKS Stal Bielsko-Biała, Odra Opole, Ruch Chorzów, Górnik Zabrze e in squadre straniere come l'Al-Rayyan negli Emirati Arabi Uniti e l'Espérance in Tunisia. Nel 1987 ha vinto il campionato polacco di calcio con il Górnik Zabrze.
Alla fine di dicembre del 1980 è stato chiamato a fare il selezionatore della nazionale di calcio della Polonia. Ufficialmente ha iniziato il suo compito il 5 gennaio 1981. Ha ottenuto la qualificazione al campionato mondiale di calcio del 1982 svoltosi in Spagna nel quale la Polonia è riuscita a raggiungere il terzo posto. Ha raggiunto anche la qualificazione al mondiale del 1986 svoltosi in Messico in cui la Polonia è uscita negli ottavi di finale. Ha consegnato le sue dimissioni nel giugno 1986. Ha ancora occupato la funzione di selezionatore della nazionale di calcio della Polonia nel maggio 1996 senza però centrare la qualificazione al campionato mondiale di calcio 1998 in Francia. Si è dimesso il 7 giugno 1997. Ha lavorato anche come selezionatore della nazionale di calcio della Tunisia (partecipante ai giochi della XXIV Olimpiade a Seul) e della nazionale di calcio degli Emirati Arabi Uniti.

### Attività professionale e politica
È un attivista della Federazione calcistica della Polonia. Fino al 15 luglio 2006 era vicepresidente degli affari di formazione della Federazione calcistica della Polonia. Più volte è stato intervistato come commentatore ed esperto dalle televisioni polacche. Nel 2008 è diventato vicepresidente alla gestione della Federazione calcistica della Polonia.
Faceva parte del consiglio di sorveglianza dell'Odra Wodzisław Śląski. È professore all'Accademia dell'Educazione Fisica a Katowice.
Nel 2002 è stato scelto dalla lista del partito Unia Samorządowa al Sejmik del voivodato della Slesia dove ha avuto la funzione di vicepresidente. Ha aperto la lista dei candidati Partia Demokratyczna – demokraci.pl al Sejm nel circondario di Katowice nelle elezioni presidenziali del 2005. Un anno dopo è diventato consigliere del voivodato nella lista della Piattaforma Civica. Nelle elezioni parlamentari del 2007 ha ottenuto con l'aiuto della Piattaforma Civica il mandato del Senat nel circondario di Katowice, ottenendo 207.243 voti. Alle elezioni parlamentari del 2011 non si è ricandidato.

## Palmarès

### Giocatore
- Campionato polacco: 1

Ruch Chorzow: 1967-1968
- Coppe di Polonia: 1

Legia Varsavia: 1964

### Allenatore
- Campionato polacco: 1

Gornik Zabrze: 1986-1987
- Campionati tunisini: 2

Espérance: 1987-1988, 1988-1989
- Coppe di Tunisia: 1

Espérance: 1989